# Datanal, Navalgund
Datanal là một làng thuộc tehsil Navalgund, huyện Dharwad, bang Karnataka, Ấn Độ.